# District de Jelezin
Le district de Jelezin (en kazakh : Железин ауданы est un district de l'oblys de Pavlodar, situé au nord du Kazakhstan.

## Géographie
Le centre administratif du district est la ville de Jelezinka.

## Démographie
En 2013, le district a une population de 16 907 habitants.